# Бируинца
Бируи́нца (рум. Biruința) — город в Сынжерейском районе Молдавии.

## История
Посёлок городского типа Бируинца был образован 1 июля 1965 года на территории сельского совета села Александрены в связи с началом строительства Александренского сахарного завода.
В 1968 году население города составляло 2,3 тыс. жителей. Работал сахарный и моторо-ремонтный завод.
В 1994 году, после принятия Закона об административно-территориальном устройстве Республики Молдова, получил статус города.

## Местные органы власти
Местными органами власти Бируинцы является Городской Совет, Примар Бируинцы и Примария.

### Городской Совет
Городской Совет состоит из 13 советников, которые избираются в соответствии с Кодексом о выборах. По результатам выборов 2019 года расположение мест в Городском Совете следующие
| Политическая Партия                           | Кол-во советников | Процент от общего числа советников % |
| --------------------------------------------- | ----------------- | ------------------------------------ |
| Партия социалистов Республики Молдова         | 9                 | 69,24 %                              |
| Политическая Партия «ШОР»                     | 2                 | 15,38 %                              |
| Избирательный блок «ACUM Platforma DA și PAS» | 2                 | 15,38 %                              |

В составе Городского Совета действуют три специализированные консультативные комиссии.

### Примар
- Валентина Русу (2019[7]—2023)
- Максим Грицуник (с 2023[1])